# Dactylorhiza aldenii
Dactylorhiza aldenii är en orkidéart som beskrevs av Helmut Baumann. Dactylorhiza aldenii ingår i Handnyckelsläktet som ingår i familjen orkidéer.
Artens utbredningsområde är Grekland. Inga underarter finns listade i Catalogue of Life.